# Hubertusjagt
 Der er for få eller ingen kildehenvisninger i denne artikel, hvilket er et problem. Du kan hjælpe ved at angive troværdige kilder til de påstande, som fremføres i artiklen.

Hubertusjagten er et forhindringsløb til hest, der foregår hvert efterår. Den er opkaldt efter jagtens skytshelgen Hubertus, skønt der ikke er tale om jagt i almindelig forstand.
Den mest kendte i Danmark foregår første søndag i november i Dyrehaven nord for København. Den har været arrangeret af Sportsrideklubben siden  1905.
Der rides også Hubertusjagt på Bornholm, på Fyn og i Århus. Godset Frijsenborg i Jylland havde i det 19. århundrede en privat egentlig jagt med hunde (fox hounds) og heste efter engelsk forbillede.
Hubertusjagten viderefører de parforcejagter som Dyrehaven oprindelig blev oprettet til. Kong Christian 5.'s dagbogsoptegnelse fra den 14. oktober 1696 meddeler:
"Holt wie saint Hubert for att ende Jorte-Jagten udi aar. Jeg Jagede ei med for veiret war for kaalt, mentz saa til paa heremitagen (= Hubertushuset, opført 1694) udi Dürehaffuen (Dyrehaven); de fangede en Jort aff 8 ender, løb 3½ time".
Med andre ord var Hubertus-jagten årets sidste jagt, og en rituel markering af afslutningen på årets parforcejagter. I dag er der ikke jagthunde indblandet, og vildtet symboliseres af to ryttere med rævehaler fæstnet til skulderen. Rytterne rider i røde jakker og hvide bukser.

## Sådan foregår det
Rytterne bliver budt velkomne før jagten. Ponyryttere skal ride i ponyfeltet, og hesteryttere i hestefeltet, da hestespringene er højere end ponyernes. 
Rytterne skal ride over alle forhindringer for at kvalificere sig til opløbet. Under opløbet rider de om kap. 
Der er to opløb, ét for ponyer og ét for heste. Grænsen mellem heste og ponyer er 148 cm.

## Ekstern henvisning
- Hjemmeside for Sportsrideklubbens Hubertusjagt

| Sport | Spire Denne artikel om sport er en spire som bør udbygges. Du er velkommen til at hjælpe Wikipedia ved at udvide den. |